# Gnamptogenys striolata
Gnamptogenys striolata é uma espécie de formiga do gênero Gnamptogenys.